# Itura myersi
Itura myersi is een raderdiertjessoort uit de familie Ituridae. De wetenschappelijke naam van deze soort is voor het eerst geldig gepubliceerd in 1935 door Wulfert.